# Ariada Voljsk
L'Ariada Voljsk (en russe Ариада-Акпарс Волжск) est un club de hockey sur glace de Voljsk en Russie. Il évolue dans la VHL, le deuxième échelon russe.

## Historique
Le club est créé en 1996 sous le nom d'Ariada Voljsk. En 2013, il est renommé Ariada Voljsk .

## Palmarès
- Aucun titre.